# Калаихум (джамоат)
Калаихум, также Калаи-Хумб (тадж. Қалъаи Хумб) — административная единица, сельская община (джамоат) в Дарвазском районе Горно-Бадахшанской автономной области Республики Таджикистан.
Население джамоата – 8 366 человек (2015 г.).
Расположен на границе с Афганистаном, на высоте более 1200 метров над уровнем моря, на реке Обихумбоу (Хумбоб) и в месте его впадения в реку Пяндж. Административный центр – село Калаихум, который расположен 358 км восточнее столицы (г. Душанбе), 235 км — севернее обласного центра (г. Хорог). 
Сёла в составе общины: Калаихум, Анджирак, Даштилуч, Диробак, Зев, Зинг, Поткуноб, Рузвай, Сангевни-Дароз, Хек, Хумбивари, Хушарвак, Ширг, Даштак, Пешун, Шодаг.

## Примечание
1. ↑  Demography. untj.org. Дата обращения: 12 февраля 2023. Архивировано 19 января 2023 года.
2. ↑  Феҳристи номи маҳалҳои Тоҷикистон (Список названий населённых пунктов Таджикистана). — Душанбе: Сарредаксияи илмии Энсиклопедияи Миллии Тоҷик (Главная научная редакция ТНЭ), 2013. — 332 с.